# Julian Assange
Julian Paul Assange [əˈsɑːndʒ], avstralsko-ekvadorski politični aktivist, raziskovalni novinar, bivši računalniški heker, programer in tiskovni predstavnik WikiLeaksa, * 3. julij 1971, Townsville, Queensland, Avstralija.

## Avstralsko otroštvo in mladost
Julian se je rodil 3. julija 1971 v Townsvillu v zvezni državi Queensland na avstralskem subtropskem severu. Mama Christine je bila hči Warrena Hawkinsa, ravnatelja kolidža, katerega družina se je v 19. stoletju s Škotske preselila v Avstralijo. Pri 17-ih letih je Christine postala upornica in nenadoma zapustila dom. Odšla je v  2500 km oddaljeni [Sydney]] in se pridružila njegovi kontrakulturi. Leta 1970 je umetnica Christine na protivojnih demonstracijah srečala Johna Shiptona in se v uporniškega mladeniča zaljubila. Toda razmerje se je kmalu končalo in Julian z biološkim očetom ni imel stikov do svojega petindvajsetega leta. Po rojstvu otroka se je Christine kot samohranilka preselila na boemski otok Magnetic Island, oddaljen le kratko vožnjo s trajektom. Tam so poleg maloštevilnega prebivalstva živeli hipiji. Najela je otoško kočo v Picnic Bayu in živeli so z naravo. Spoznala je Bretta Assangea, igralca in gledališkega režiserja in se z njim poročila. Christine je bila lutkarica. Imela sta lutkovno gledališče, sama je skrbela za masko, kostume in scenografijo. Njihov popotniški življenjski slog je zaznamoval Julianova prva leta. 
Leta 2010 je Assange povedal, da so bile očimove uprizoritve dobra priprava za WikiLeaks, mobilno organizacijo, ki jo je mogoče preseliti v nekaj urah – »to je počela moja družina, ko se je ukvarjala z gledališčem in filmi: našla je lokacijo, jo uredila, pripeljala vse ljudi, vse organizirala, se pripravila za predstave in potem – bum – smo spet šli.« Odrasli Assange je postal kameleon: pogosto je spreminjal frizuro in si izposojal obleke drugih ljudi – zdaj je bil gospod z angleškega podeželja, drugič islandski ribič ali stara gospa. Ko je bilo predstave konec, se je odpravil dalje.
Christine za svojega sina ni želela tradicionalnega šolanja. Bila je alternativka in ni verjela v strogo formalno izobrazbo. Veliko so se selili in dveletno šolanje v kraju Lismore je bilo eno redkih nepretrganih šolskih obdobij; po svojem lastnem pripovedovanju je hodil v 37 različnih šol in ostal brez vsakršnih kvalifikacij! Sošolci se ga spominjajo kot bistrega, tihega, a družabnega fanta, ki je izstopal s svojimi svetlimi, do ramen segajočimi lasmi. Brett Assange je bil dober in ljubeč očim, žal pa je zakon zašel v težave. Ko je bilo Julianu osem let, sta se starša ločila.
Nato se je Julianova mati zapletla v viharno razmerje z veliko mlajšim moškim Keithom Hamiltonom, amaterskim glasbenikom in sinom voditeljice zloglasne sekte. Keith je bil manipulativni psihopat in imel je pet različnih identitet, je kasneje povedal Assange. Iz te zveze je Julian dobil polbrata Jamieja. Hamilton je bil nasilen partner in leta 1982 je Christine z obema sinovoma pobegnila. Vendar jih je izsledil, začel se je boj za skrbništvo nad Jamiejem. Spet so zbežali in naslednjih šest let je trojica pod izmišljenimi imeni živela življenje ubežnikov in se selila po celini – Melbourne, Adelaide, Perth, itd.
Ko je bilo Julianu 14 let, je mama najela hišo v melburnskem predmestju in čez cesto je bila trgovina z elektroniko. Začel je zahajati tja in delati na takrat popularnem računalniku Commodore 64. Mama je varčevala, da bi starejšemu sinu kupila računalnik. Julian se je začel sam učiti programiranja. Bil je talent za matematiko in hodil je v šolo za nadarjene otroke v Melbournu. Začela ga je zanimati znanost, veliko je bil v knjižnicah, kmalu je odkril hekanje. Ko je imel 17 let, je posumil, da namerava policija na njegovem domu izvesti racijo. Zbrisal je vse podatke z diskov, sežgal vse, kar je napisal in odšel začasno živet k svoji punci. Par se je pridružil skupini skvoterjev in ko je bilo Julianu 18 let, je njegovo 17-letno dekle zanosilo. Poročila sta se in dobila sina Daniela.
Melbournsko hekersko podzemlje, kjer je Julian postal eden vidnejših članov, je bilo v osemdesetih letih prejšnjega stoletja majhna, povsem fantovska skupina samoukih najstnikov. Mnogi so prihajali iz izobraženih, a ubožnih predmestnih družin in vsi so bili nadpovprečno inteligentni. Eksperimentirali so na Commodoreu 64 in Appleu IIe. Pisali so kodo in uporabljali počasne modeme. Takrat interneta še ni bilo, na voljo pa so imeli računalniške mreže in elektronske oglasne deske BBS. Julianu ni uspelo pridobiti srednješolske diplome prek dopisnega tečaja. Brez uspeha je študiral tudi računalništvo in fiziko na kolidžu za odrasle. Toda v svojem elektronskem življenju je bil Assange bog. Uporabljal je vzdevek Mendax (Lažnivec). Leta 1988 se trudi vdreti v Minervo, sistem centralnih računalnikov v Sydneyju, ki pripada vladni Komisiji za prekomorske komunikacije (OTC). Za računalniško podzemlje je bil to nekakšen krst. Leta 1989 so melbournski hekerji izvedli spektakularen podvig, ko so z računalniškim črvom okužili Nasino spletno stran. Leta 1991 je bil Julian Assange verjetno najboljši heker v Avstraliji. Lotil se je vdiranja v upravljalni terminal Nortela, velike kanadske družbe za izdelavo in prodajo komunikacijske opreme. Prodrl je tudi v ameriški vojaško-industrijski kompleks, pri čemer je uporabljal svoj lastni program Sycophant. Sledil je vdor v vojaški štab sedme poveljniške skupine v Pentagonu, raziskovalni inštitut Stanford v Virginiji, tovarno letalskih sistemov Lockheed Martin v Kaliforniji in drugo.
Enota za računalniški kriminal je bila tej skupini hekerjev že na sledi in sledila je racija na Assangeevem domu. A ni bilo dokazov, da je iskal osebno pridobitev. Bil je bolj radovednež kot pa zlonamerni heker in je deloval iz intelektualne vedoželjnosti. Za seboj je imel tudi nemirno nomadsko otroštvo. Tako mu je sodnik naložil samo kazen 2100 dolarjev in opomin.
Njegova žena se je odselila in odpeljala dvajsetmesečnega sina Daniela s seboj. Assange je pristal v bolnišnici, kjer se je zdravil zaradi depresije.
Obsojen, a s prizanesljivo sodbo, se je nato Assange kot nezaposlen oče v Melbournu preživljal s samohranilsko pokojnino. Družinsko sodišče mu je namreč dodelilo izključno skrbništvo nad sinom. Julian Assange in njegova mati sta se dolga leta z njegovo bivšo ženo borila za skrbništvo nad Danielom, kar se je razvilo v bridek spopad z državo za dostop do informacij v tej zadevi. Zdaj je Assange mirno vzgajal svojega sina in teh 14 let je bilo najbolj stabilno obdobje njegovega življenja - po lastnem pripovedovanju je zamenjal kar 50 krajev bivališč! Daniel je obiskoval srednjo šolo Box Hill v vzhodnem predmestju Melbourna, kasneje tudi isto melbournsko univerzo kot oče in je danes - računalniški programer. Z očetom pa zadnja leta nimata veliko stikov.
Assange je delal kot računalniški programer, a brez plačila. Vzpostavil je spletno stran, na kateri je objavljal nasvete za računalniško varnost, imenovano Best of Security. Leta 1996 je imel 5000 naročnikov. Assangeeva zgodnja predanost prostim informacijam in prosti programski opremi ga je počasi usmerjala k WikiLeaksu.
Leta 1997 je bila objavljena knjiga Podzemlje: zgodbe o hekanju, norosti in obsedenosti na robu elektronskega sveta (Underground: Tales of Hacking, Madness, and Obsession on the Electronic Frontier), avtorice Suelette Dreyfuss, kjer je natančno opisano mednarodno računalniško podzemlje v devetdesetih letih in je Julian Assange naveden kot raziskovalec. 
Med letoma 2003 in 2006 je Assange študiral fiziko in matematiko na melbournski univerzi (University of Melbourne) in univerzi v Canberri (University of Canberra), tudi filozofijo in nevroznanost. Ni pa mu uspelo diplomirati.

## Vzpon WikiLeaksa
Assange je že leta 1999 dobil idejo o spletni strani za razkrivanje tajnih podatkov in registriral domeno wikileaks.org., sicer pa v zvezi s tem ni veliko naredil. 
Hekersko podzemlje je samo deloma nudilo prst, iz katere je rasel WikiLeaks. Napajali so ga tudi protikapitalistični radikalci – skupnost okoljskih aktivistov, zagovornikov človekovih pravic in političnih revolucionarjev. Assange je prvič javno spregovoril o svojem WikiLeaksu, ko je januarja 2007 odpotoval v Nairobi na Svetovni socialni forum. Le-ta je predstavljal parodijo na Svetovni gospodarski forum v Davosu v Švici, kjer so se zbirali bogati in vplivni ljudje, da bi govorili o denarju. Svetovni socialni forum, ki ima izvor v Braziliji, je bil v nasprotju s tem namenjen zbiranju revnih ljudi brez vpliva, da bi govorili o pravičnosti. Assange je tam predaval in vzpostavljal stike. V Nairobiju je ostal še skoraj dve leti z Zdravniki brez meja in drugimi tujimi skupinami.
Prav Kenija je WikiLeaksu omogočila prvi novinarski udarec. Poročilo o izginulih kenijskih miljardah ter domnevni korupciji nekdanjega predsednika Daniela arapa Moija in kasneje poročilo o kenijskih oddelkih smrti ter izvensodnih pobojih je bilo resnično senzacionalno. Temeljilo je na dokazih, ki jih je pridobila Kenijska nacionalna komisija za človekove pravice. 
Assange je bil povabljen v London, kjer je prejel nagrado organizacije za človekove pravice Amnesty – to je bil za oklicanega »raziskovalnega urednika« WikiLeaksa trenutek novinarske časti.
Pritekati so začeli nekateri pristni dokumenti iz britanskih vojaških virov. Assange jih je poskušal tržiti, a ni bilo zanimanja. Poizkusil je tudi z dražbo, kjer je želel prodati zalogo tisočih elektronskih sporočil pisca govorov venezuelskega voditelja Huga Chaveza ter podrobnosti venezuelske politike. Dražba je temeljila na teoriji, da nihče gradiva ne jemlje resno, če je ponujeno brezplačno. Prispela pa ni niti ena ponudba. Assange je še naprej zaman iskal model za WikiLeaks, ki bi hkrati prinašal nekaj prihodkov in pridobil globalno politično pozornost. 
Sledila je objava bančnih zapisov in informacij o zasebnih računih klientov iz podružnice švicarske banke Julius Baer na Kajmanskih otokih. Razkačeni bankirji v Zürichu so odšli na sodišče v Kalifornijo, da bi WikiLeaks prisilili v umik dokumentov. Banka je v uvodni bitki zmagala, a odločitev sodišča je bila razveljavljena, ko je niz ameriških organizacij s protesti v imenu svobode govora podprlo WikiLeaks. 
WikiLeaks je skupaj z nizozemskim Greenpeaceom in norveško državno televizijo deloval tudi kot internetna zaslomba pri objavi celotnega obremenilnega poročila o strupenih odpadkih, ki jih je odvrgel naftni trgovec Trafigura.
Nato je nomadski ustanovitelj WikiLeaksa odšel na Islandijo in objavil knjigo posojil propadle banke Kaupthing – seznam večjih islandskih posojil znancem in prijateljem bankirjev. Islandski finančni zlom je za seboj pustil jezno in užaljeno prebivalstvo, ki je cenilo Assangeevo vrsto transparentnosti - WikiLeaks fantje so v prvi vrsti informacijski aktivisti, ki verjamejo v moč osveščenosti, v moč informacij. In Islandija je bila »Švica bajtov« - kar je v osnovi pomenilo, da bi model davčne oaze pretvorili v model oaze transparentnosti.
Marca 2010 je prišel v javnost helikopterski posnetek »Kolateralni umor« iz bagdadskega predmestja – 39-minutni videoposnetek morije. Od takrat naprej smrti med civilisti, ki so jo ameriški vojaki tako pogosto sejali z neba, javnost ni več jemala tako zlahka. WikiLeaks je posedoval - in v sodelovanju s petimi največjimi svetovnimi medijskimi hišami objavil -  precej obsežnega gradiva iz vojaških virov in diplomatske depeše. Resnični vir gradiva je bil 23-letni ameriški vojak  - obveščevalni analitik v iraški puščavi, Bradley Manning. Ta je z Assangeom navezal stike novembra 2009 in ga sprva štiri mesece preverjal, preden mu je zaupal in poslal eksploziven material. Osebno se nista nikoli srečala. Manning, ki je bil tik pred odpustom iz vojske, je bil slabega psihičnega zdravja, a je verjel v dobro svojega početja. Zdaj je v ameriškem vojaškem zaporu, saj ga je maja 2010 izdal njegov spletni zaupnik - heker Adrian Lamo. Po besedah Manningovega odvetnika so ravnali v zaporu marincev Quanticu, zvezna država Virginija, z Bradleyem skrajno kruto, saj so ga želeli zlomiti in prisiliti, da v obtožbo o zaroti vplete tudi Assangea. Po več mesecih so ga preselili v zapor kopenske vojske Fort Leavenworth v zvezni državi Kansas, kjer so boljše razmere.
Med pravniškimi glavami je vzniknilo tudi spoznanje, da je Assangea tako rekoč nemogoče preganjati zaradi teh objav - ne da bi hkrati na zatožno klop postavili pet uglednih časopisnih urednikov oz. medijskih hiš. To bi bil medijski primer stoletja.
Nato se je koncem leta 2010 Assangeu zgodila »švedska spalnica« in tako se je politična drama prepletla z osebno. Za njim je bila razpisana mednarodna tiralica in decembra 2010 je bil v Londonu aretiran. Nekaj dni so ga zadržali v priporu, nato je Višje sodišče v Londonu sprejelo odločitev o izpustitvi. Po plačilu varščine in pod določenimi varnostnimi omejitvami je odkorakal v prostost. Ekvadorski zunanji minister Ricardo Patiño je 19. junija 2012 sporočil, da je Assange zaprosil za politični azil, da ekvadorska vlada obravnava njegovo prošnjo in da je Assange na Ekvadorskem veleposlaništvu v Londonu. Tam je nadaljeval svoje delo in objavil 1,7 milijona novih tajnih dokumentov.

### Aretacija
11. aprila 2019 ga je po tem, ko mu je Ekvador odvzel politični azil za bivanje na veleposlaništvu v Londonu, britanska policija aretirala. Na ekvadorskem veleposlaništvu je živel sedem let. Aretacija ni potekala mirno, saj so morali organi Assangeja z ambasade odnesti. Grozilo mu je do pet let zapora, ZDA pa so zahtevale njegovo izročitev. 24. junija 2024 je bil Assange izpuščen iz pripora, potem ko se je pogodil z ameriškim tožilstvom o priznanju krivde za eno kršitev zakona o vohunstvu v zameno za izpustitev.